# Johan Cronhielm
Johan Cronhielm af Flosta, född den 14 januari 1707, död den 27 januari 1782, var en svensk greve, generallöjtnant och ämbetsman.

## Biografi
Johan föddes den 14 januari 1707 på Wij gård som son till greve Gustaf Cronhielm och dennes hustru Maria Wallenstedt. Johan blev student vid Uppsala universitet den 11 februari 1720 och blev samma år volontär vid fortifikationen samt befordrad den 29 juli 1721 till konduktör. Den 29 april 1724 blev hand löjtnant vid Skånska brigaden, men gick 1726 i fransk tjänst i Lencks regemente, detta regemente var från 1742 känt under namnet Royal Suédois. Han fick tjänst som sekundkapten den 20 februari 1726, och den 13 februari 1734 blev han befordrad till kapten- Regementet deltog i Polska tronföljdskriget. Johan återvände senare till Sverige där han även blev befordrad till kapten vid Fortifikationsbrigaden i Kalmar den 5 juni 1739, men blev överflyttad till Stockholm den 3 augusti 1741.
Johans karriär fortsatte och han hamnade nu närmare hovet och blev den 21 januari 1744 utnämnd till korpral vid Livdrabantkåren för att den 17 mars 1748 bli utnämnd till överste och generaladjutant. Den 24 oktober 1749 blev han befordrad till löjtnant vid livdrabantkåren och den 30 oktober 1752 blev han utnämnd till överste för ett värvat infanteriregemente som därefter kallades Cronhielmska regementet. Den 16 januari 1760 blev han befordrad till generalmajor och samma år blev han chef för ett garnisonsregemente i Stralsund. Den 8 oktober 1766 blev han utnämnd till överste för Älvsborgs regemente.
Utnämningarna fortsätter och den 21 mars 1769 blir han utnämnd till Landshövding i Malmöhus län samt överkommendant, han kvarstannar i tjänst under 3 år, men får avsked den 28 juli 1772.
Johan gifte sig den 1 mars 1739 med hovfröken grevinnan Sigrid Bonde af Björnö, född den 11 december 1719. Hon dog dock redan den 23 december 1753 på Wij gård. Hon var dotter till riksrådet greve Gustaf Bonde af Björnö, med henne får han 5 barn. Han gifter dock om sig den 17 oktober 1756 med friherrinnan Christina Ribbing af Koberg, född den 20 maj 1723 i Göteborg, även hon dog före Johan den 2 mars 1773 i Malmö. Hon var dotter till generalmajoren och landshövdingen Bengt Ribbing, friherre Ribbing af Koberg, och dennes hustru grevinnan Ulrika Eleonora Piper.
Johan dör den 27 januari 1782 i Norrköping.

### Utmärkelser
- Riddare av Svärdsorden (RSO) - 26 september 1748
- Kommendör med stora korset av Svärdsorden (KmstkSO) - 25 november 1759

### Platser uppkallade efter honom
År 1969 uppkallades Cronhielmsparken och Cronhielms väg i Malmö efter honom.